# Tium
Tium là một chi thực vật có hoa trong họ Đậu.